# Remetekolibri-formák
A remetekolibri-formák (Phaethornithina) a madarak osztályának sarlósfecske-alakúak (Apodiformes) rendjébe és a kolibrifélék (Trochilidae) családjába tartozó alcsalád.

## Rendszerezésük
Az alcsaládot William Jardine skót természettudós írta le 1833-ban, az alábbi 6 nem tartozik ide:
- Eutoxeres – 2 faj
- Ramphodon – 1 faj
- Glaucis – 3 faj
- Threnetes– 3 faj
- Anopetia – 1 faj
- Phaethornis – 27 faj